# Glaciacions würmianes
Les glaciacions würmianes són fases climàtiques de la Terra de tipus glacial en el Paleolític mitjà i en el Paleolític superior.
Després de l'anomenat interglacial Riss-Würm (125000-80000 aC), ja apareix l'humà de Neandertal a Europa i s'inicia la primera fase de les glaciacions, coneguda com a Würm I o antiga (no abans del 100000 aC i probablement cap al 75000 aC).
Aquesta primera glaciació würmiana va fer que el clima fos molt fred fins al 47000 aC i això va fer que la població de la Terra disminuís o almenys que s'estanqués.
A partir del 47000 aC i fins al 32000 aC, es va produir un estadi intermedi en la glaciació, que el separa de la segona (Würm II o mitjana). Aquest interestadi és conegut amb el nom de Göttweig, i fa el clima més temperat i produeix una revitalització de la vida humana.
La segona glaciació va durar fins al 12000 aC amb un període temperat anomenat oscil·lació de Paudorf.
Del 12000 a l'11000 aC, l'oscil·lació de Bølling va marcar el final del Würm II i el principi de la tercera glaciació würmiana, el Würm III, que va durar fins al 8000 aC, però amb un període temperat al mig, conegut com a oscil·lació d'Allerød (del 10000 al 9000 aC).
Després de 8000 aC, ja comença el període postglacial, de clima càlid.